# Pont Général-de-la-Motte-Rouge
Le pont Général-de-la-Motte-Rouge est un ouvrage situé à Nantes, qui franchit l'Erdre au nord-est du centre-ville, à 900m en aval de celui de la Tortière. Il relie la place Waldeck-Rousseau (sur la rive gauche) au boulevard Amiral-Courbet (sur la rive droite).

## Dénomination
Le pont porte d'abord le nom de « pont de Barbin », du nom du quartier situé sur sa rive droite, devenu depuis le quartier Saint-Félix. L'ouvrage se voit attribuer son nom actuel le 25 juin 1891, en hommage au général Joseph Édouard de La Motte-Rouge (1804-1883), qui commanda à partir de la guerre de 1870 et douze années durant le 15e corps d'armée stationné à Nantes.

## Historique

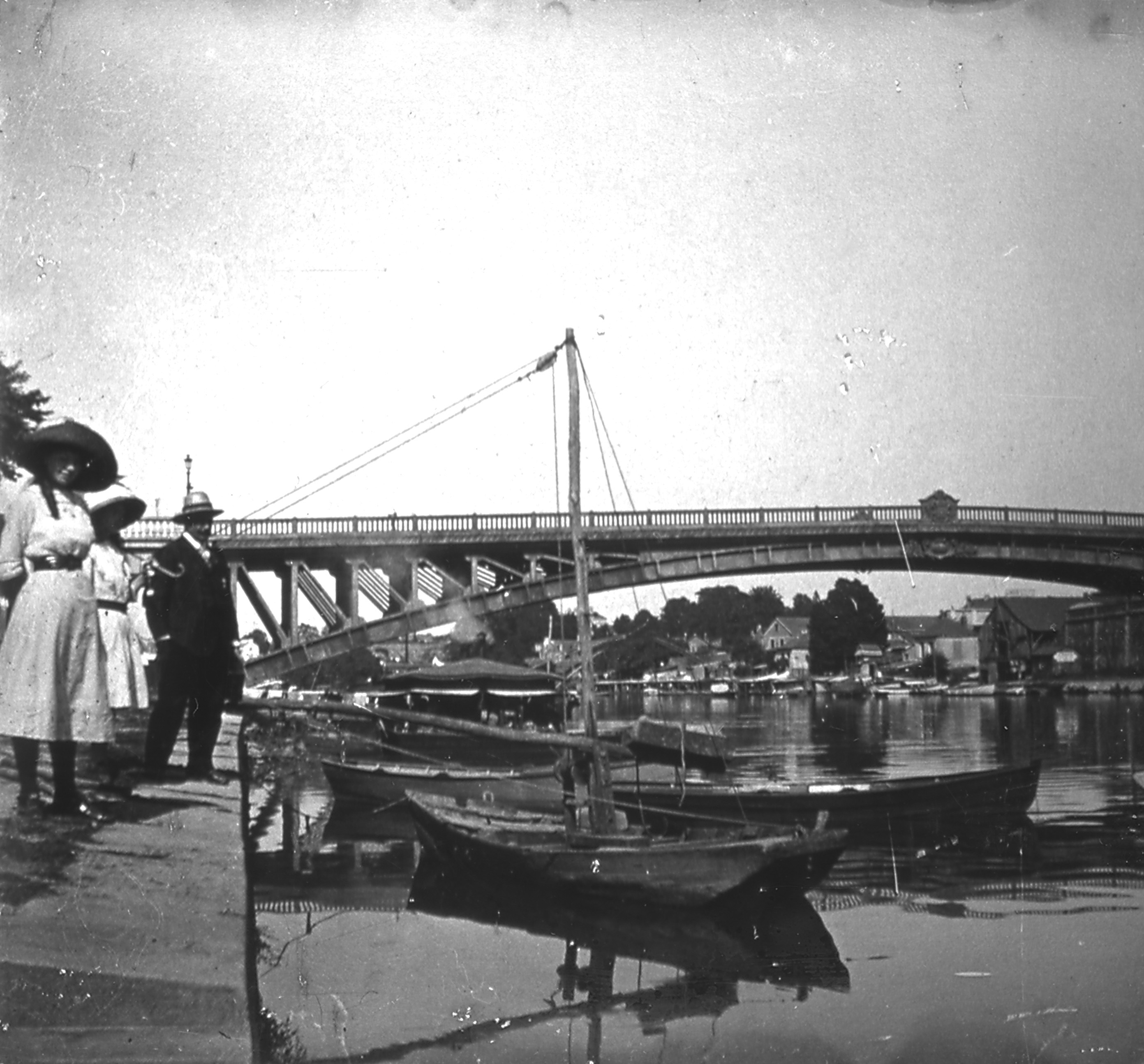
Le pont Général-de-la-Motte-Rouge, vers 1917.

Dès la fin de l'Antiquité, ce point de rétrécissement de l'Erdre est utilisé pour établir un franchissement de la rivière. La « chaussée de Barbin » était constituée d'un remblai de terre, avec au centre un pont en bois, le premier construit étant attribué sans certitude à Saint-Félix.
Bien que réparé en 1787, le pont de bois central est qualifié de « pourri » en 1825. Un pont de pierre doté de deux arches avec travée centrale est construit en 1831, mais cet ouvrage permet de conserver la « chaussée ». En 1845, le projet de construire un pont moderne, évitant le rétrécissement artificiel de l'Erdre, voit le jour. L'implantation du nouveau pont est décidé cent mètres en amont, cependant on conserve l'ancien le temps des travaux. La récente construction d'une caserne d'infanterie, la « caserne Cambronne », située derrière l'actuel hôtel de police, n'est pas étranger à la décision d'édifier un tel ouvrage, puisque ce dernier permettait de faciliter les liaisons entre la caserne et le champ de manœuvres du Petit-Port (actuel hippodrome) lui-même récemment aménagé.
L'ingénieur Jean Résal dresse les plans de l'ouvrage, qui est achevé en 1885, quarante ans après le lancement du projet. L'inauguration a lieu le 25 juillet 1886. La « chaussée de Barbin » disparaît en 1890, un an avant l'attribution du nom définitif de l'ouvrage. Celui-ci bénéficie d'une rénovation en 1935 et en 2015.

## Architecture
L'ouvrage est un pont en arc à la structure métallique, de 80 mètres de portée, et 12 mètres de largeur. La flèche s'élève à 7,30 mètres. La clef est ornée d'un écusson de la ville de Nantes, qui surmonte un cartouche mentionnant « 1885 ». La chaussée est délimitée par une balustrade d'environ un mètre de haut, et dotée de douze réverbères, quatre sur la travée et huit au niveau des culées.

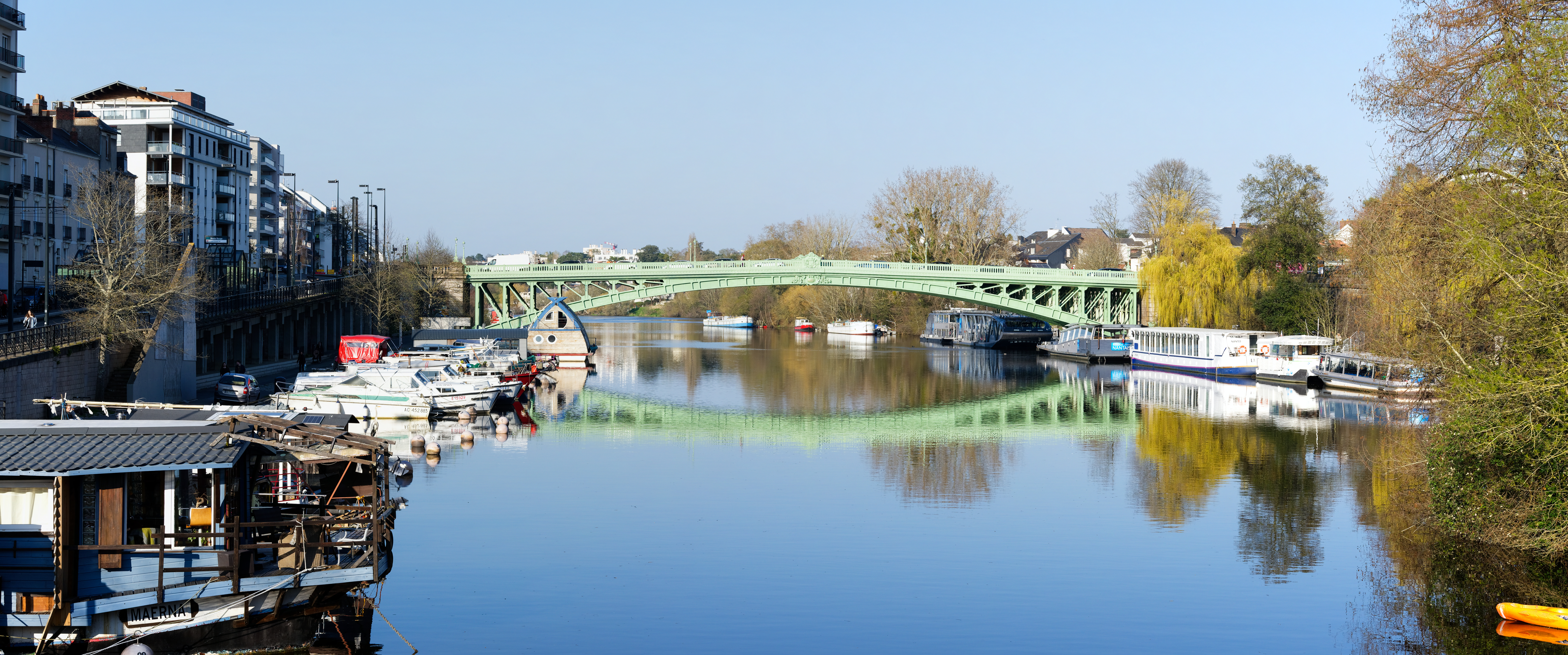
Le pont
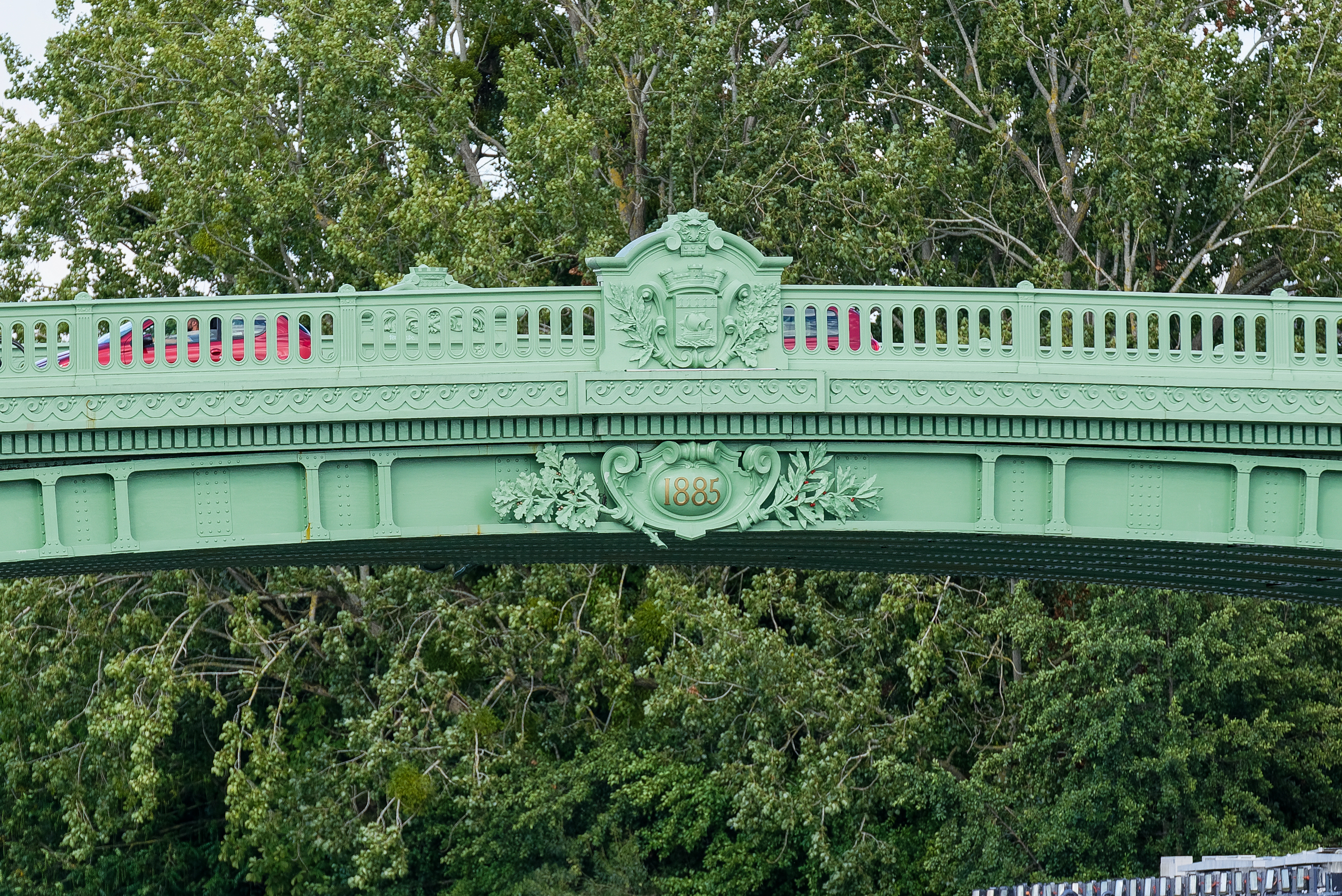
Décor de la clé (vu de l'Edre)
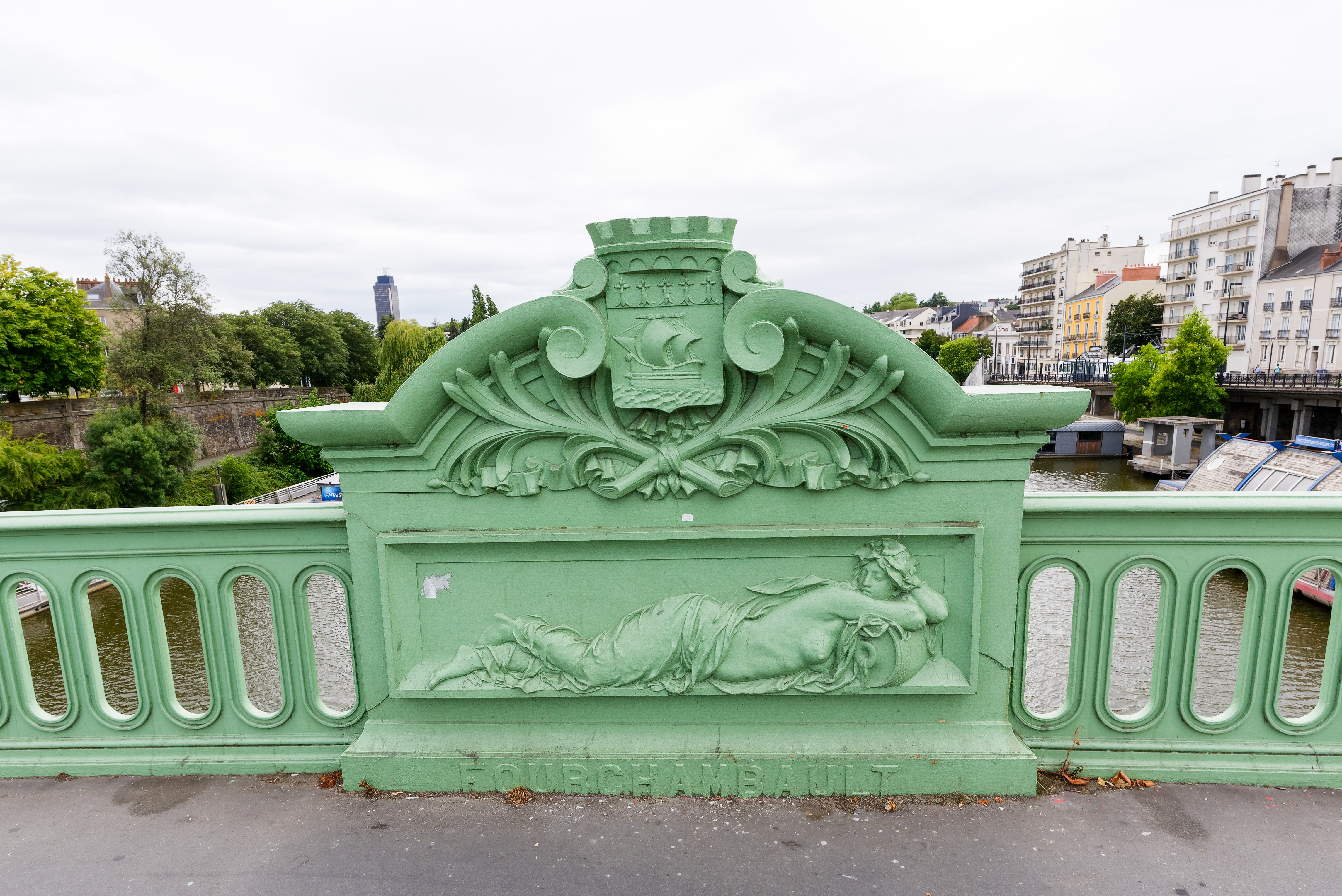
Décor de la clé
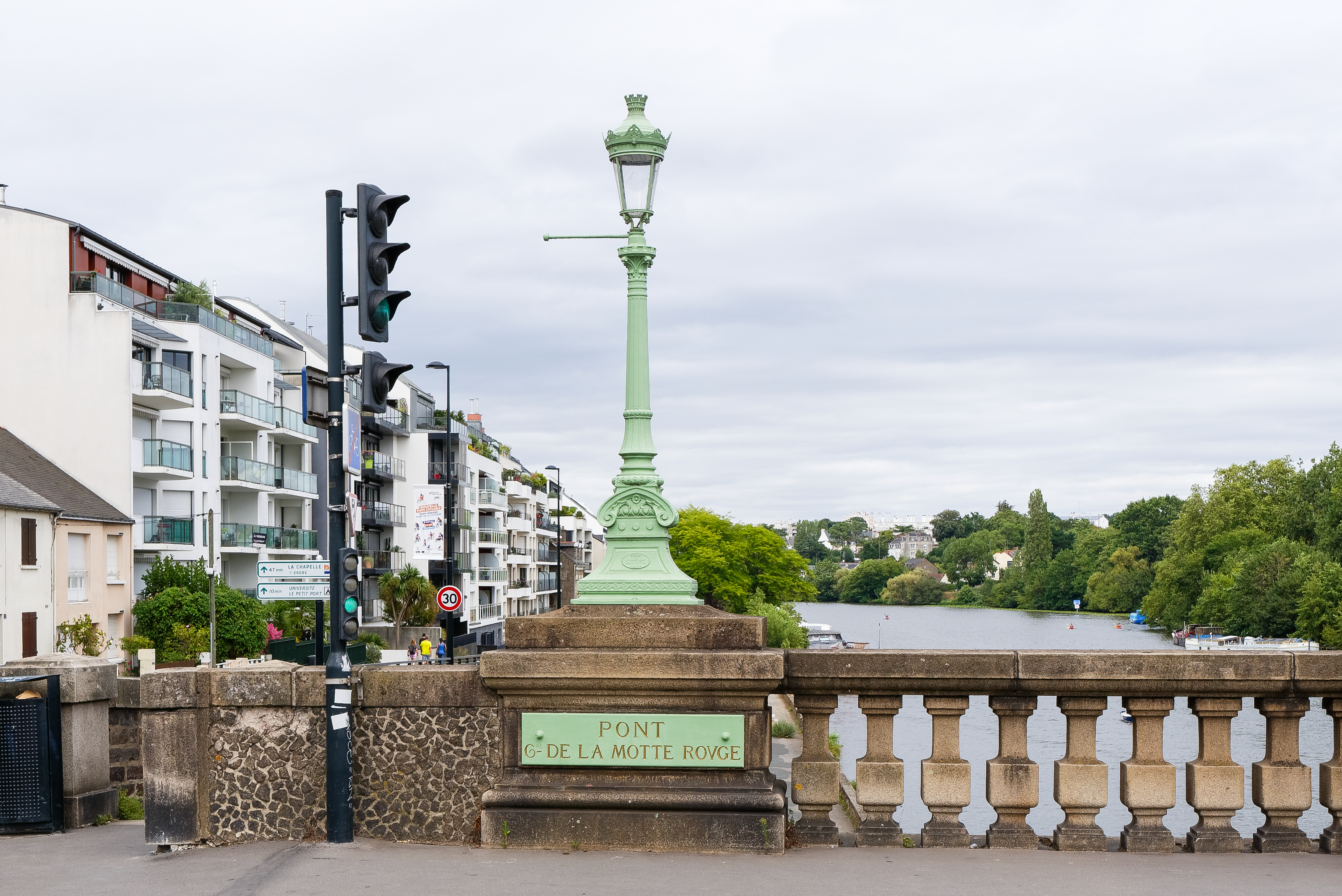
Réverbère
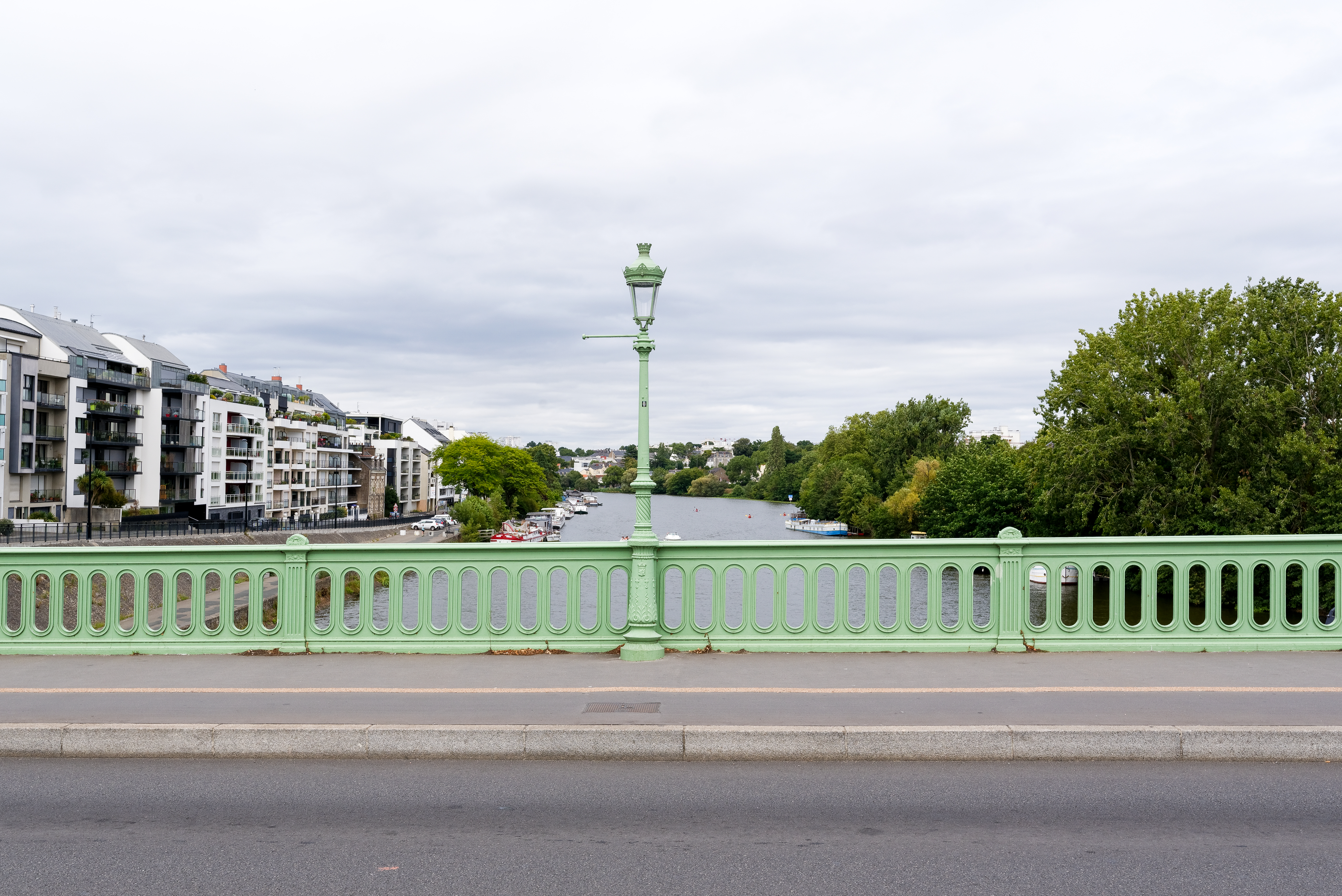
Réverbère